# ポンテ・ガルデーナ
ポンテ・ガルデーナ（伊: Ponte Gardena ; 独: Waidbruck ヴァイトブルック）は、イタリア共和国トレンティーノ＝アルト・アディジェ州ボルツァーノ自治県にある、人口約200人の基礎自治体（コムーネ）。

## 名称
- ラディン語: Pruca

## 地理

### 位置・広がり
イザルコ渓谷のコムーネで、同名の地区共同体の一部、イザルコ川とガルデーナ渓谷の流れに挟まれている。

#### 隣接コムーネ
隣接するコムーネは以下の通り。
- バルビアーノ
- カステルロット
- ライオーン

## 住民

### 言語
| 言語集団調査（2011年） | 言語集団調査（2011年） | 言語集団調査（2011年） | 言語集団調査（2011年） | 言語集団調査（2011年） |
| ---------------------- | ---------------------- | ---------------------- | ---------------------- | ---------------------- |
|                        |                        |                        |                        |                        |
| ドイツ語               | ドイツ語               |                        | 81.40%                 | 81.40%                 |
| イタリア語             | イタリア語             |                        | 13.37%                 | 13.37%                 |
| ラディン語             | ラディン語             |                        | 5.23%                  | 5.23%                  |

2011年に行われた、住民がドイツ語・イタリア語・ラディン語のいずれの「言語集団」に属するかの調査によれば（ボルツァーノ自治県#言語集団調査参照）、住民の約81%がドイツ語話者であり、約13%がイタリア語話者、約5%がラディン語話者である。